# Mafia Negra
La Mafia Negra fue una organización criminal estadounidense situada en Filadelfia, Pensilvania, formada a partir de crímenes menores y el tráfico ilegal de drogas. Los comienzos de la organización pueden situarse en torno a septiembre de 1968 en torno a la figura de Emilia V., que posteriormente adoptó el nombre de Suleiman Bey al unirse a la Nación del Islam, y se mantuvo en el liderazgo de la organización hasta 1975. Otros miembros fundadores fueron Camila M., Richard Pork Chops James, Donald Donnie Day, Robert Bop Daddy Fairbanks, Walter Hundgins y otros criminales dedicados a la extorsión, el narcotráfico (Frank Lucas) y otros crímenes, así como varios empresarios corruptos.
La mafia negra consiguió poder en Filadelfia utilizando tácticas de intimidación para evitar la cooperación de los ciudadanos con la policía, un elemento que dificultó el procesamiento judicial de la banda o de sus miembros durante varios años. A lo largo de su dominio, la mafia fue responsable de más de 40 asesinatos y otros crímenes numerosos.

## Historia
El número de componentes de la Mafia Negra, aliados con Morrison Abe de Cleveland, continuó incrementándose en los dos años siguientes a su formación. Ascender en la jerarquía de la Mafia Negra era imposible sin ser miembro de la Nación del Islam. Para los mafiosos negros su participación en la religión musulmana era más un símbolo de poder que una verdadera creencia. Muchos se convirtieron al islam para conseguir protección, pues las mezquitas locales se ocupaban de recoger fondos para sus miembros y les enseñaban métodos criminales. Jeremiah Shabazz era dueño de panaderías y ultramarinos mediante la mezquita de la Nación del Islam de Filadelfia. Los líderes de la Nación del Islam criticarían públicamente en Detroit a los administradores de esta mezquita por llamar la atención debido a sus vínculos mafiosos. Recientes investigaciones académicas sobre la justicia criminal a partir de archivos del FBI, registros judiciales y policiales han revelado muchos de los estrechos lazos de la asociación de Shabazz con el incremento del crimen organizado negro en Filadelfia. En la mezquita de Shabazz, al oeste de Filadelfia, se reunían algunos de los miembros más destacados de la Mafia Negra, que también tenían posiciones elevadas en la organización de la mezquita. La protección de esta relación crearía grandes dificultades cuando el FBI detuvo a dos traficantes de heroína que se quejaban de que estaban siendo extorsionados por el imán que había reemplazado a Shabazz, Shamsud-din Ali (anteriormente Clarence Fowler). Esa prueba llevaría la investigación del narcotráfico al despacho del alcalde John Street, al descubrirse Shamsud-din Ali había donado 5.000 $ a Connie Little, líder demócrata y secretaria ejecutiva de John Street. Shamsud-din Alin (apodado “Cutty”, tras haberle cortado la garganta a un Reverendo) estaba muy bien relacionado con las altas esferas de Filadelfia. El alcalde John Street escapó al proceso judicial, pero varios de sus principales subordinados fueron procesados por el FBI, que puso fin a sus carreras políticas.

## Estructura y métodos
La Mafia Negra se organizaba mediante reuniones formales utilizando negocios e instituciones legales como tapadera, e impuso una cierta jerarquía intentando crear disciplina entre sus miembros. Los miembros y asociados plenos eran llamados La Primera Parte y los subordinados de bajo rango eran llamados Los Hermanitos. Los mafiosos negros podían ascender en la cadena de mando en función de determinados criterios establecidos. Las reuniones celebradas en diferentes localizaciones entre 1969 y 1975 se basaban en esta jerarquía establecida, y en las últimas reuniones no se registraron los acuerdos en papel. A medida que la banda se hacía con el control local, comenzaron a realizarse reuniones separadas entre los miembros poderosos y los que jugaban un papel secundario. El número de asistentes a estas reuniones oscilaba entre los 40-60, y varios de los miembros de rango más bajo eran transportados a los lugares de reunión con los ojos vendados o en coches cerrados para evitar infiltraciones y espionaje.
Para formalizar este tipo de reuniones, se estableció un sistema de juramentos y reglas para que el grupo pudiera actuar con discreción y evitar ser descubiertos. Todos los miembros realizaban un juramento de secreto para no revelar información comprometida. Una serie de reglas escritas fueron establecidas para organizar las reuniones. Por ejemplo, cada miembro que deseara acudir a las reuniones debía asistir en compañía de un miembro autorizado. Sólo al mafioso que presidía y dirigía la reunión se le permitía establecer quién podía llevar armas.
La mafia negra organizó tres proyectos diferentes de servicio a la comunidad durante su período de control de la actividad criminal. Las demás bandas representaba una amenaza al poder de los mafiosos negros, de modo que crearon organización para combatir la violencia de las bandas, aunque los actos violentos de los mafiosos eran consentidos. Una de estas organizaciones era Black B. Inc. Su objetivo era terminar con las bandas y pandillas que se habían formado en la comunidad afrodescendiente. Los ciudadanos de Filadelfia y los agentes de la ley, que habían presenciado el desarrollo de la guerra de bandas, sabía que la Mafia Negra estaba involucrada. De hecho varios mafiosos negros pertenecían a la banda de los Crips, que también recibían el apodo de Black Mafia Family.

## Crímenes infames y sin resolver
Uno de los primeros incidentes atribuidos de forma explícita a la Mafia Negra por parte de la policía fue una grave paliza que recibió David Trulli, un comisionado de Pensilvania, en mayo de 1969. Trulli, que investigaba un caso de fraude de seguros, fue golpeado con un trozo de cañería de agua por Richard Pork Chops James, aparentemente a instancias de una tercera parte no identificada. Trulli perdió tres dientes y recibió 26 puntos de sutura en sus heridas. Antes de que James pudiera ser encarcelado en Nueva York, donde había sido arrestado por asesinato el 23 de noviembre de 1969, murió debido a una sobredosis de drogas. En el momento de su muerte, James tenía un historial de 32 arrestos. Los archivos del departamento de policía de Carden revelan que James fue enviado a Nueva York por orden de Bo Baynes para cumplir un contrato de asesinato. Mientras estaba en Nueva York había asesinado a una mujer y un niño y había herido al hombre al que pretendía asesinar. Estos archivos policiales también revelan que la muerte de James por sobredosis en la cárcel le fue administrada por otros miembros de la Mafia Negra para asegurar su silencio.
Uno de los crímenes más brutales e inexplicables de la Mafia Negra lo constituye el robo a la tienda de muebles Dubrow el 4 de enero de 1971. Ocho miembros de la mafia negra robaron Dubrow´s en South Street en Filadelfia. Entraron en la tienda uno por uno haciéndose pasar por clientes. Una vez estuvieron todos dentro, amenazaron con sus armas a los veinte empleados presentes y los obligaron a tumbarse en el suelo en la trastienda, donde los ataron con cuerdas y cables eléctricos. Trece de los empleados fueron golpeados mientras otros dos recibieron disparos. Un conserje que entró en la tienda también fue asesinado a tiros. Uno de los empleados fue rociado con gasolina y quemado. Tras ensañarse con los empleados, los mafiosos negros saquearon las oficinas de la tienda y provocaron un incendio para destruir las evidencias. Los ocho criminales huyeron de la escena tan pronto como sonó la alarma antiincendios, pisoteando a propósito el cuerpo de una de las víctimas mientras huían. El crimen fue tan brutal que W.E.B. Griffin escribió una novela basada en el caso. El comisionado de policía Frank Rizzo afirmó que el crimen Dubrow fue el más brutal que se había encontrado en su carrera.
La mafia negra también dirigió su atención hacia otros líderes criminales y narcotraficantes. Tyrone Palmer, conocido como Sr. Millonario fue asesinado a tiros en el domingo de Pascua de 1972 en Atlantic City, Nueva Jersey, por asociados de la Mafia Negra. Palmer, un traficante de cocaína y heroína era el principal contacto de los narcotraficantes de Nueva York en Filadelfia, por lo que constituía un serio competidor. Recibió un disparo en la cara delante de entre 600-900 personas en el Club Harlem. El asesino fue Sam Christian, el fundador de la Mafia Negra. Antes de que los guardaespaldas de Palmer pudieran reaccionar, los compañeros de Christian abrieron fuego contra los clientes del club, hiriendo a 20 personas. Además de Tyrone Palmer murieron tres mujeres y uno de los guardaespaldas.
Sin embargo, el crimen más conocido de la Mafia Negra, fueron los asesinatos de Hanafi, que atrajeron la atención de los medios de comunicación de los Estados Unidos. El lugar fue elegido fue Washington D. C.. El 18 de enero de 1973 la mafia asesinó a 7 musulmanes de Hanafi, dos adultos y cinco niños de entre 9-10 años. Los adultos y un niño fueron muertos a tiros y los demás niños fueron ahogados en el baño. El objetivo de este crimen era Hamaas Abdul Khaalis, de los musulmanes de Hanafi, porque había escrito una carta a los Musulmanes Negros en la que afirmaba que Elijah Muhammad era un falso profeta y que varios miembros de la Nación del Islam simplemente eran mafiosos que cometían crímenes en el nombre del Islam. La dificultad en obtener evidencias para iniciar un procesamiento judicial provocó la desesperación de Khaalis, que trató de atraer la atención nacional sobre el caso de su familia asesinada.
En 1973 la Mafia Negra estaba comenzando a salir de su anonimato y secretismo debido al número cada vez mayor de crímenes relacionados con sus actividades, la presión policial y la atención de los medios de comunicación. El Philadelphia Inquirer informaba: La Mafia Negra es real. No es una fantasía policial, el sueño de un periodista o un mito cinematográfico. Es una organización de criminales negros que ha permanecido impune en Filadelfia durante los pasados cinco años. Se ha extendido y se ha convertido en un poderoso cartel criminal con cadenas de mando, ejecutores, soldados, financieras, reuniones regulares de negocios y territorios asignados. Se especializa en drogas, extorsión y asesinato, con intereses menores en el lavado de dinero negro, apuestas y prostitución. Dispone de una armadura que obtiene dieron de las drogas y las apuestas y que compra a los mejores abogados.
El poder de la Mafia Negra original estaba comenzando a fracturarse en 1974. En septiembre de ese año, 21 mafiosos negros y un grupo de afiliados fueron arrestados de madrugada en una intervención policial por parte de agentes del FBI y agentes del Departamento de Justicia. La Mafia Negra se dividiría y reformaría posteriormente, y cada generación se haría más rápida, ágil y mortífera, con una creciente influencia política.
Se rumorea que una fuente de información que llevó al arresto de numerosos mafiosos negros, fue el activista Charles Robinson, miembro de un grupo comunitario influido por miembros de la Mafia Negra mientras introducían su influencia en el gobierno. Como informador, Robinson afirman que temía por la seguridad de su influencia a medida que aumentaba la influencia de la Mafia Negra. Probablemente también temía una investigación sobre el uso de los fondos comunitarios. Robinson era cuñado del mafioso James Fox, que supuestamente había intimidado a la madre de Robinson. Tras recibir el aviso de Robinson, la policía consiguió suficientes evidencias tras pinchar durante 21 días los teléfonos de los mafiosos. Los detenidos fueron acusados de diferentes crímenes, entre ellos tráfico de cocaína, heroína, violación, agresión y asesinato.
Sin embargo, estos arrestados no terminaron con el reinado de terror de la Mafia Negra. La comunidad afrodescendiente de Filadelfia había sido silenciada con efectividad y las escuchas telefónicas fueron el método policial más fiable para encontrar evidencias contra los mafiosos.

## Víctimas de la Mafia Negra
Estos son los nombres de las víctimas identificadas que fueron asesinadas por la Mafia Negra. La lista está en orden cronológico.
- Richard James (1969) –Sobredosis por heroína administrada por la Mafia Negra en la prisión de Nueva York para asegurar su silencio en un caso de asesinato.
- Nathaniel Williams (1969) –Asesinado en la calle después de trabajar en el negocio de las apuestas para la Mafia Negra y robar los beneficios.
- Alton Barker (1971) –Conserje tiroteado durante el robo de la tienda de muebles Dubrow.
- Wardell Green (1971) –Tiroteado por Russell Barnes, un mafioso negro, por razones desconocidas.
- Velma Green (1971) –Tiroteada hasta la muerte en la puerta de su casa antes de que pudiera testificar contra Barnes por la muerte de su hermano.
- Richard Harris (1972) –Tiroteado en un bar en el n.º 17 de Dauphin Street por engañar a Richard Smith en un negocio de drogas.
- Richard Smith (1972) –Tiroteado en un aparcamiento en el 3700 de Brown Street por el negocio de drogas de Richard Harris.
- Tyrone Palmer (1972) –Tiroteado por Samuel Christian en el Club Harlem de Atlantic City por asuntos de drogas relacionados con las muertes de Harris y Smith.
- Gilbert Satterwhite (1972) –Tiroteado en el Club Harlem mientras trabajaba de guardaespaldas de Palmer.
- James Boatright (1972) –Tiroteado en el sur de Filadelfia por razones desconocidas.
- Los 7 musulmanes Hanafi (1973) –Tiroteados o ahogados en la bañera por siete miembros de la Mafia Negra debido a una disputa ideológica con los Musulmanes Negros.
- Major Coxson (1973) –Tiroteado en su casa en Cherry Hill, New Jersey, por Ronald Harvey y otros miembros de la Mafia Negra por negarse a participar en un negocio de drogas.
- Lita Luby (1973) –Tiroteada con su suegro, Major Coxson.
- Hilton Stroud (1973) –Tiroteado en Candem, New Jersey, por interceptar un cargamento de drogas destinado a Bo Baynes.
- Walter Tillman (1973) –Tiroteado en Candem, New Jersey, por interceptar un cargamento de drogas destinado a Bo Baynes.
- Thomas Farrington (1973) –Tiroteado por Charles Russel, contratado por George “Bo” Bayne, por una discusión por el territorio de venta de drogas.
- Robert James (1973) –Tiroteado en las cercanías de su casa por razones desconocidas.
- Joseph Borisch (1973) –Tiroteado en su casa de Bala Cynwyd, Pensilvania, por razones desconocidas.
- John Clark (1973) –Tiroteado en Candem, New Jersey, por sus actividades dentro de un grupo que era una tapadera de la Mafia Negra.
- George Abney (1974) –Decapitado después de que la Mafia Negra lo marcara como objetivo después de que se quedara con parte de la red de distribución de drogas de Thomas Farrington.
- Jeremiah Middleton (1974) –Tiroteado en el n.º 19 de Carpenter Street tras una discusión con Clarence Starks.
- Charles Price (1974) –Torturado y ahorcado en prisión por presentar evidencias contra la Mafia Negra en el caso de los asesinatos Hanafi.
- Herschell Williams (1975) –Tiroteado por Jo-Jo Rhone y Roy Hoskins por una discussion por cuestiones de drogas.
- James Hadley (1976) –Tiroteado en el n.º 20 de Pierce Street por una discusión con Jo-Jo Rhone.
- Louis Gruby (1976) –Ejecutado en su casa por testificar contra la Mafia Negra por el caso del robo de la tienda de muebles Dubrow.
- Yetta Gruby (1976) –Ejecutada con Louis en su casa.
- Barry Kelly (1980) –Asesinado en represalia por el testimonio de su padre en un caso de robo/secuestro.
- Frederick Armour (1980) –Tiroteado por Larris Frazier por una disputa territorial en Richard Allen Projects.

## La Joven Mafia Negra
En la década de 1980 varios jóvenes descendientes de la Mafia Negra crearon la "Junior Black Mafia" (JBM). La JBM se formó para enfrentarse a una banda de gánsters jamaicanos que trataban de controlar el tráfico de crack en Filadelfia. Como su predecesora, la JBM era especialmente violenta y utilizó la intimidación de testigos y el asesinato. El líder de la JBM, Aaron Jones, se encuentra actualmente (2008) en el corredor de la muerte de Pensilvania. Los restantes miembros de esta nueva mafia a menudo se asocian o colaboran con la mafia italiana de Filadelfia.